# Picos (microregio)
Picos is een van de 15 microregio's van de Braziliaanse deelstaat Piauí. Zij ligt in de mesoregio Sudeste Piauiense en grenst aan de microregio's Alto Médio Canindé, Floriano, Médio Parnaíba Piauiense, Pio IX en Valença do Piauí. De microregio heeft een oppervlakte van ca. 10.338 km². In 2006 werd het inwoneraantal geschat op 196.562.
Achttien gemeenten behoren tot deze microregio:
- Bocaina
- Cajazeiras do Piauí
- Colônia do Piauí
- Dom Expedito Lopes
- Geminiano
- Ipiranga do Piauí
- Oeiras
- Paquetá
- Picos
- Santa Cruz do Piauí
- Santa Rosa do Piauí
- Santana do Piauí
- São João da Canabrava
- São João da Varjota
- São Luis do Piauí
- São José do Piauí
- Tanque do Piauí
- Wall Ferraz

Mesoregio's: Centro-Norte Piauiense · Norte Piauiense · Sudeste Piauiense · Sudoeste Piauiense

Microregio's: Alto Médio Canindé · Alto Médio Gurguéia · Alto Parnaíba Piauiense · Baixo Parnaíba Piauiense · Bertolínia · Campo Maior · Chapadas do Extremo Sul Piauiense · Floriano · Litoral Piauiense · Médio Parnaíba Piauiense · Picos · Pio IX · São Raimundo Nonato · Teresina · Valença do Piauí